# Ain Tazitounte
Ain Tazitounte (en àrab عين تزيتونت, ʿAyn Tazītūnt; en amazic ⵄⵉⵏ ⵜⴰⵣⵉⵜⵓⵏⵜ) és una comuna rural de la província de Chichaoua, a la regió de Marràqueix-Safi, al Marroc. Segons el cens de 2014 tenia una població total de 5.509 persones.